# Marie-Claude Bomsel
Marie-Claude Dominique Bomsel (Versalles, 1946) és una doctora veterinària i professora francesa al Museu Nacional d'Història Natural. A banda de la seva tasca com a investigadora i professora, és comentarista de vida salvatge al programa "C'est au programme" de France 2. Hi apareix regularment en programes on diversos periodistes li fan preguntes sobre temes de la seva especialitat. Marie-Claude Dominique Bomsel és la presidenta de l'Institut Jane Goodall, de França.

## Biografia
Nascuda en un entorn burgès de la ciutat de Versalles, Marie-Claude Bomsel es una apassionada dels animals des de petita. El 1969, va començar a estudiar veterinària a l'École nationale vétérinaire d'Alfort. Després de graduar-se, va treballar durant uns mesos a les zones rurals de França, abans de traslladar-se a la República Centreafricana amb el seu marit. Quan el govern de Jean-Bédel Bokassa va decidir deportar els estrangers residents, va tornar a França, on va obtenir una residència al Parc zoològic de Vincennes. Després va treballar al Jardin de les Plantes de París, on va dirigir la Ménagerie, de 1981 a 1989 i de 2001 a 2004. Des de llavors, treballa com a professora al Museu d'Història Natural al Departament de Botànica i Zoologia.
Com a professora del Museu Nacional d'Història Natural, ha escrit 79 articles sobre mamífers per al suplement de la Encyclopædia Universalis publicats el 1999.

## Premis
- Cavaller de la Legió d'Honor[6]

## Publicacions
- Bomsel, Marie-Claude. Pas si bêtes.  Jean-Claude Lattès, 1986. ISBN 978-2709605496.
- Bomsel, Marie-Claude. Le dépit du gorille amoureux et autres effets de la passion dans le règne animal.  JC Lattès, 1998. ISBN 2-7096-1892-3.
- Bomsel, Marie-Claude. Questions d'amours.  París: Garde-temps, 2000. ISBN 2-913545-04-1.
- Bomsel, Marie-Claude. La vie rêvée des bêtes : elles ne sont pas ce que nous croyons !.  París: M. Lafon, 2003. ISBN 2-84098-991-3.
- Bomsel, Marie-Claude Bomsel. Leur sixième sens : les animaux sont-ils plus "sensés" que nous?.  Neuilly-sur-Seine: Michel Lafon, 2006. ISBN 2-7499-0404-8.
- Bomsel, Marie-Claude. Féli vétérinaire..  París: Plon jeunesse, 2007. ISBN 978-2259207270.
- Bomsel, Marie-Claude. Le tour du monde des animaux.  éditions Rue des Enfants, 2015. ISBN 2-3518-1246-8.